# Deficiencia de vitamina B12
La deficiencia de vitamina B12, también conocida como deficiencia de Hidroxocobalamina, es una condición médica en la cual hay carencia de vitamina B 12 en la sangre y los tejidos. Si la deficiencia es leve, una persona puede sentirse cansada y tener una cantidad reducida de glóbulos rojos o anemia.

## Síntomas
Si la  deficiencia es moderada, puede cursar con dolor en la lengua y el comienzo de síntomas neurológicos, incluyendo parestesias como hormigueo. La deficiencia grave puede producir síntomas de disfunción cardíaca, así como síntomas neurológicos graves, incluyendo reducción en los reflejos, función muscular deficiente, problemas de memoria, disminución del gusto, disminución del nivel de conciencia y psicosis. También  puede ocurrir infertilidad. En los niños, los síntomas incluyen crecimiento y desarrollo deficientes y dificultades de movimiento. Sin un tratamiento temprano, algunos de los cambios pueden ser permanentes.

## Causas
Las causas se clasifican como disminución en la absorción de vitamina B12 del estómago o los intestinos, ingesta deficiente o aumento de los requisitos. La disminución de la absorción puede deberse a anemia perniciosa, extirpación quirúrgica del estómago, inflamación crónica del páncreas, parásitos intestinales, ciertos medicamentos y algunos trastornos genéticos. Los medicamentos que pueden disminuir la absorción incluyen los inhibidores de la bomba de protones, los bloqueadores de los receptores H2 y la metformina. La disminución también puede ocurrir más frecuentemente en vegetarianos y desnutridos. Los requisitos aumentados ocurren en personas con VIH/SIDA y en aquellas con una vida útil más corta de los glóbulos rojos.

## Diagnóstico
Por lo general, el diagnóstico se basa en niveles sanguíneos de vitamina B12 por debajo de 120–180 pmol/L en adultos. Los niveles elevados de ácido metilmalónico también pueden indicar una deficiencia. Por lo general se asocia a un tipo de anemia conocida como anemia megaloblástica, aunque no siempre está presente.

## Tratamiento
El tratamiento consiste en el uso de vitamina B12 por vía oral o por inyección; inicialmente en dosis diarias altas, seguidas de dosis más bajas y con menor frecuencia a medida que mejora los síntomas del paciente. Si se encuentra una causa reversible, esa causa debe corregirse si es posible. Si no se encuentra una causa reversible, o si no se puede eliminar, generalmente se recomienda la administración de vitamina B12 de por vida. La deficiencia de vitamina B12 se puede prevenir con suplementos que contengan la vitamina: esto se recomienda en embarazadas vegetarianas y veganas. El riesgo de toxicidad debido a la vitamina B12 es bajo.

## Prevalencia
Se estima que la carencia de vitamina B12 en los EE.UU y el Reino Unido ocurre en alrededor del 6% de las personas menores de 60 años y en el 20 % de las personas mayores de 60 años. En América Latina, se estima que alrededor del 40 % de la población se ve afectada, y esto puede llegar al 80 % en partes de África y Asia.